# Heinrich Remigius Sauerländer (Verleger, 1821)
Heinrich Remigius Sauerländer (* 25. Februar 1821 in Frankfurt am Main; † 12. Oktober 1896 ebenda) war ein deutscher Verleger.
1864 übernahm Sauerländer von seinem Vater Johann David Sauerländer (1789–1869) die Leitung des J. D. Sauerländer’s Verlag in Frankfurt am Main und siedelte in die Finkenhofstraße 2 um. Johann David Sauerländer kümmerte sich weiter um seine Druckerei, die 1867 verkauft wurde. Heinrich Remigius Sauerländer publizierte neben belletristischen Werken und Zeitschriften zunehmend auch religiöse Werke; er veröffentlichte unter anderem die Werke von Anton Hungari. Nach seinem Tode übernahm sein Sohn Robert David Sauerländer (1866–1962) den Verlag, der dort bereits seit 1893 mitarbeitete.